# Wolfgang Schultze (Ökonom)
Wolfgang Schultze (* 1966 in Kaufbeuren) ist ein deutscher Ökonom und Ordinarius für Betriebswirtschaftslehre (BWL). Er ist Inhaber des Lehrstuhls für Wirtschaftsprüfung und Controlling an der Wirtschaftswissenschaftlichen Fakultät der Universität Augsburg.

## Leben
Nach seinem Abitur 1985 absolvierte Wolfgang Schultze eine Berufsausbildung zum Bankkaufmann und war bis 1988 dann auch in dem Beruf tätig. Bis 1989 leistete er seinen Grundwehrdienst ab und arbeitete anschließend bis 1992 im Internationalen Bankgeschäft.
Von 1990 bis 1996 studierte Wolfgang Schultze Wirtschafts- und Sozialwissenschaften an der Universität Augsburg. 1996 erlangte er den akademischen Grad Diplom-Kaufmann. In dieser Zeit machte Wolfgang Schultze 1992 auch ein Praktikum in Frankreich und von 1993 bis 1994 ein Studium der Volkswirtschaftslehre (VWL) in den Vereinigten Staaten. Er erlangte dort als Abschluss seinen "Master of Arts (Economics)".
Von 1996 bis 2005 fungierte Wolfgang Schultze als Wissenschaftlicher Mitarbeiter beziehungsweise Assistent am Lehrstuhl für "Wirtschaftsprüfung und Controlling" von Adolf G. Coenenberg an der Universität Augsburg. Von 1996 bis 1998 hatte er ein Stipendium für seine Promotion von der Universität Augsburg. 1997 befand Wolfgang Schultze sich zu Forschungszwecken ein weiteres Mal in den USA. Im Jahr 2000 promovierte er.
Seit 2001 ist Wolfgang Schultze als Gastprofessor für Allgemeine Betriebswirtschaftslehre (ABWL) erneut in Frankreich. Von 2002 bis 2003 übernahm er die Vertretung des Lehrstuhls für "Internationales Rechnungswesen" an der Universität Ulm. 2005 habilitierte Wolfgang Schultze an der Universität Augsburg.
Wolfgang Schultze arbeitete von 2005 bis 2007 als Lehrstuhlinhaber für "Rechnungslegung und Controlling" an der Friedrich-Schiller-Universität Jena.
Seit Oktober 2007 lehrt und forscht er als Inhaber des Lehrstuhls für "Wirtschaftsprüfung und Controlling" an der Universität Augsburg.
Des Weiteren fungiert Wolfgang Schultze als Gutachter für diverse Wissenschaftliche Fachzeitschriften, ist Mitglied in verschiedenen Verbänden und Vereinigungen sowie in der beruflichen Praxis als Partner der Wirtschaftsprüfungsgesellschaft "Sonntag & Partner" in Augsburg tätig.

## Forschungsschwerpunkte
Seine Forschungsschwerpunkte hat Wolfgang Schultze im "Center for Performance Research & Analytics" (CEPRA) zusammengefasst. Das CEPRA sei ein "... Think Tank, Ideengeber und Lösungsentwickler, in dem Wissenschaftler und Praktiker gemeinsam aktuelle und zukünftige Managementherausforderungen erforschen und bewältigen." Zu den Forschungsschwerpunkten zählen Leistung (Performance), Analytische Verfahren (Analytics) und Forschung (Research). Das CEPRA hat diverse Kooperationspartner aus der Industrie.

## Schriften (Auswahl)
- Methoden der Unternehmensbewertung. Gemeinsamkeiten, Unterschiede, Perspektiven. 2., erweiterte und überarbeitete Auflage. IDW-Verlag, Düsseldorf 2003, ISBN 3-8021-1073-0.
- Wolfgang Schultze / Cathrin Hirsch: Unternehmenswertsteigerung durch wertorientiertes Controlling. Goodwill-Bilanzierung in der Unternehmenssteuerung. Verlag Franz Vahlen, München 2005, ISBN 3-8006-3139-3.
- Christian Fink / Wolfgang Schultze / Norbert Winkeljohann (Hrsg.): Bilanzpolitik und Bilanzanalyse nach neuem Handelsrecht. Schäffer-Poeschel Verlag, Stuttgart 2010, ISBN 978-3-7910-2937-5.
- Thomas M. Fischer / Klaus Möller / Wolfgang Schultze: Controlling. Grundlagen, Instrumente und Entwicklungsperspektiven. Schäffer-Poeschel Verlag, Stuttgart 2012, ISBN 978-3-7910-2896-5.